# 森由佳
森 由佳（もり ゆか、1989年2月17日 - ）は、日本の女優、元グラビアアイドルである。東京都出身。JFCT所属。旧芸名は森 祐佳（もり ゆか）。

## 略歴・人物
- 立教大学現代心理学部在学中に、知人の紹介で芸能界デビュー。ピー・ビー・ビーに所属したのち、同年、舞台『ほっと。WATER GIRLS』で舞台デビュー。K.B.S.Project『本能寺オテロ』の森蘭丸役でブレイクする。
- 高校時代からダンス部に所属し、大学ではダンスサークルD-mcに所属していた。
- 舞台やグラビアアイドルとしてDVDをリリースするなど幅広く活躍。
- 2010年11月、森由佳から森祐佳に改名
- 2011年10月、ピー・ビー・ビーを退所
- 2012年4月、森由佳に戻してフリーで活動再開
- 2013年4月、現事務所に所属

## 出演作品

### 映画
- 逢えてよかった。（2010年4月、M'Sワールド） - ミエ 役（準主演）
- Please Please Please（2017年1月14日公開） - 母・キミコ 役

### テレビドラマ
- マジすか学園2（2011年4月15日 - 7月1日、テレビ東京）
- 胡桃の部屋（2011年7月26日 - 8月30日、NHK）
- バラ色の聖戦 30歳2児の母、モデルになる。 第5話（2011年10月2日、テレビ朝日）
- 校則アイドル〜淑女の学園〜（2017年9月3日、毎日放送）[1] - 有栖川香奈 役
- 特捜9 final season 第9話（2025年6月4日、テレビ朝日） - 小野寺万智 役[2]

### 舞台
- ほっと。WATER GIRLS（2007年12月6日 - 9日 相鉄本多劇場）
- 本能寺オテロ（2008年2月14日 - 17日 ブディストホール） - 森蘭丸 役
- tears（2008年8月12日 - 15日 東京芸術劇場小ホール2）
- KUSARE芸道R『うぐいすっ』（2009年2月20日 - 22日 新宿シアターブラッツ）
- 櫻の園（2009年4月22日 - 29日 青山円形劇場）
- KUSARE芸道R「世間にゃ人ばっかり!?」（2010年2月4日 - 7日、新宿シアターブラッツ） - 貴恵 役（ヒロイン）
- 一歩堂 2010年秋期公演「シンデレラは生きていた」改め「子鹿のゾンビは可愛いな」のオーディション」（2010年9月9日 - 13日、アイピット目白） - 泉レナ 役
- アリスインプロジェクト「マシーナリー＊マテリアル[3]」（2011年2月24日 - 27日、池袋・シアターKASSAI） - 星組 サキ 役
- ソラリネ。#01「アメリカン家族」（2011年8月30日 - 9月4日、調布市せんがわ劇場）
- ソラリネ。#02「Book Gallery Cafe-グリムの森-」（2012年4月18日 - 22日、GEKIBA）
- ソラリネ。#03「ニンギョヒメ」（2012年5月16日 - 20日、CBGKシブゲキ!!）
- 劇団K III旗揚げ公演「桜花風龍伝」（2013年5月30日 - 6月2日、中野ザ・ポケット） - アズミ役（ヒロイン）
- G-SENSE、演劇ユニット狼少年「DREAM OF PASSION」（2015年5月2日 - 10日、本多劇場小劇場B1）

### CM
- シオノギ製薬（2013年 - ）

### プロモーションビデオ
- Acid Black Cherry「黒猫 〜Adult Black Cat〜」（2013年）

### Web
- 電noラジオ戦鬼 （プライベートラジオ）

## 作品

### DVD
- ラブパラダイス（2008年5月28日、ビーエムドットスリー）
- 森由佳 Angel Kiss〜バースデイプレゼント〜（2009年2月21日、トリコ）
- My Girl（2010年12月15日、ラインコミュニケーションズ）
- ずっといっしょ（2010年12月9日、EIC-BOOK）